# 差別戒名
差別戒名（さべつかいみょう）とは、かつて日本の仏教で行われた差別的慣習の一つ。一般的には被差別部落民に付けられた特殊な戒名をいう。

## 概要
被差別部落民が死亡した際、被差別部落民が文字の読み書きが出来ない事に付け込んで、戒名に被差別部落民の墓だと分かる特定の文字や形式を用いることがあった。
具体的には、道号・戒名に「革」「僕」「屠」など侮蔑的な文字を用いることがあった。また「禅畜門（男）」「屠士（女）」「革門」「僕男（女）」「鞁男（女）」「非男（女）」など、一般には用いられない特殊な位号を使用することもあった。「玄田牛一」（縦に読むと「畜生」と読める）といった例もある。また、墓地そのものが地理的条件の悪い土地に設けられることもあった。
戦後には、寺の敷地内に侵入して、ある人物の先祖の戒名を探し出し、その人物の祖先の出自を調べる差別事件が問題となった。

## 近年の仏教界の対応
近年では、差別戒名を付けられた故人に対する追善法要（故人の冥福を祈って行われる法要または読経）や、差別戒名の改名が行われている。